# 傑森·羅伊
傑森·羅伊（英語：Jason Roy；1990年7月21日—）是一位英格蘭板球運動員。他是一位右手球員，曾被評為英格蘭最優秀年輕球員。他現在也代表英格蘭板球代表隊參賽。